# Electrodos transparentes

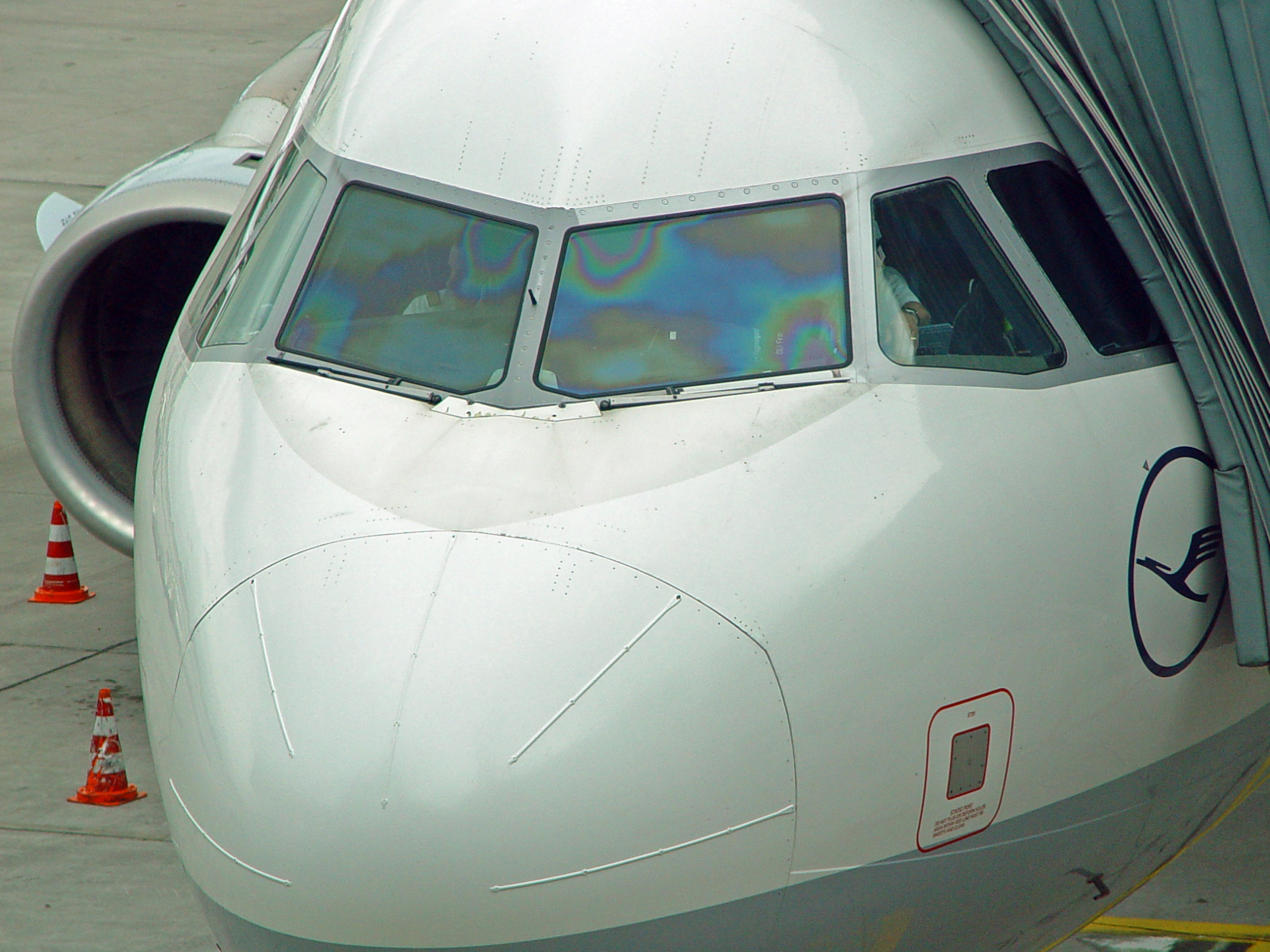
Interferencia en láminas delgadas causada por un recubrimiento descongelante de ITO en el parabrisas de la cabina de un Airbus.

Los electrodos transparentes son componentes electrónicos, fabricados a partir de diversos polímeros u óxidos conductores. Son dispositivos que transmiten luz y conducen corriente eléctrica simultáneamente, la mayoría en el rango visible del espectro electromagnético. Los materiales usados en este tipo de dispositivos han sido conocidos desde el final del siglo XIX, el primer ejemplo siendo delgadas películas metálicas preparadas por evaporación y por pulverización catódica.
Estos presentan transparencia y, a veces, flexibilidad. Los electrodos transparentes son usados vastamente en la industria electrónica. Actualmente son usados en displays, pantallas táctiles, revestimientos de baja emisión, celdas solares y dispositivos emisores de luz. Últimamente, se está explorando incluir flexibilidad y capacidad de estiramiento en electrodos transparentes, esto con el propósito de ampliar el campo emergente de dispositivos electrónicos flexibles en la industria electrónica. Actualmente, el óxido de indio y estaño es el material más usado para la construcción de electrodos transparentes. Otros materiales usados como electrodos transparentes incluyen polímeros conductores, nanotubos de carbono, grafeno, nanoalambres y estructuras metálicas de malla, aunque algunos siguen en vías de desarrollo. También se ha estudiado la posibilidad de implementar sistemas de grafeno bidimensional y sistemas filtrantes de nanoalambres metálicos uni-dimensionales.

## Historia
Algunos materiales a partir de los cuales se pueden fabricar electrodos transparentes fueron descubiertos y estudiados desde finales del siglo XIX. Bädeker probablemente fue de los primeros en estudiar óxidos transparentes conductores, o TCOs por sus siglas en inglés, por medio de técnicas como evaporación y pulverización catódica. Entre los TCOs que estudió Bädeker se encuentran CdO, Cu2O, PbO. Para el CdO, Bädeker obtuvo valores de resistividad de hasta 1.2X10-13 Ωcm, lo cual solo es un poco más alto a comparación de valores de resistividad obtenidos para el ITO.

Granos de ITO en sustratos de vidrio con unas cuantas impurezas de nanopartículas.

Después, en 1925, gracias a los avances en mecánica cuántica, se tuvo un mayor entendimiento acerca de las propiedades eléctricas y del dopado de semiconductores y pronto descubrieron que la resistividad de las películas delgadas, especialmente las hechos a partir de metal, presentaban una resistividad mayor que aquellos en su forma “bulk”. Fue hasta después de la Segunda Guerra Mundial, el estudio de los electrodos transparentes se enfocó en el desarrollo de aplicaciones optoelectrónicas, tales como electrodos para un rectificador de fotoceldas a base de Selenio, parabrisas térmicos, ventanas y en ventanas antiestáticas. El ZnO también se investigó para su uso como semiconductor en dispositivos electrónicos, sin embargo, su primer aplicación se dio hasta 1960 en dispositivos acústicos, esto debido a sus excelentes propiedades piezoeléctricas.
Las aplicaciones industriales de los TCOs comenzaron a finales de 1960, cuando científicos usaron filtros de luz infrarroja compuestos de Estaño u Óxido de Indio en una lámpara de descarga de sodio a baja presión, esto para incrementar la eficiencia de la lámpara por medio de la reducción del calor. Alrededor de 1970, con la llegada de las pantallas planas, el óxido de indio y estaño se convirtió en uno de los TCOs más usados como materia prima para la construcción de electrodos transparentes.

## Óxidos Transparentes Conductores
Los Óxidos transparentes conductores, o TCOs por sus siglas en inglés, son óxidos metálicos dopados usados en dispositivos optoelectrónicos, tales como displays de panel plano y dispositivos fotovoltaicos, incluyendo compuestos orgánicos e inorgánicos y celdas solares sensibilizadas por colorantes. En esta categoría están materiales como Óxido de Indio-Estaño (ITO por sus siglas en inglés), Óxido de Aluminio dopado con Zinc (AZO por sus siglas en inglés) y Óxido de Cadmio dopado con Indio. La mayoría de estas películas son fabricadas con micorestructuras oramórficas policristalinas.

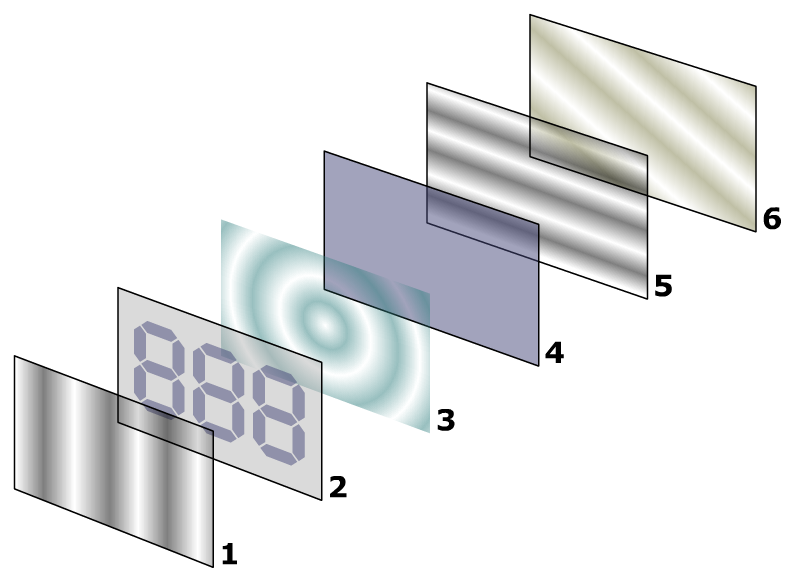
Capas de una pantalla LCD.

En promedio, sistemas con aplicaciones actuales usan materiales que tienen más de un 80% de transmitancia de la luz incidente y presentar una conductividad más alta que 103 S/cm para poder tener un transporte eficiente de portadores de carga. La transmitancia de estas películas es limitada por la dispersión de luz en los defectos y fronteras de grano propias del material. En general, los TCOs usados como electrodos de películas delgada en celdas solares deben tener una concentración mínima de portadores de carga en el orden de 1020 cm-3, esto para producir una baja resistividad y un bandgap menor que 380 nm para evitar la absorción de luz sobre la mayor parte del espectro de luz solar. Movilidad de los portadores de carga en este tipo de películas es limitada por la dispersión ionizada impura, la cual está en el orden de 40 cm²/(V•s). TCOs usados actualmente en la industria son, primordialmente, conductores tipo n, lo cual significa que su método de conducción primaria es como donadores de electrones. TCOs tipo p aún están en vías de desarrollo.

### El Grafeno en los TCOs
Compuestos binarios de óxidos metálicos sin algún tipo de dopamiento intencional también han sido desarrollados para ser usados como TCOs. Estos sistemas, por lo general, son tipo n con una concentración de portadores de carga del orden de 1020 cm-3, provistos de iones metálicos y vacancias de oxígeno, las cuales, ambas actúan como donadores de electrones. Sin embargo, estos TCOs aún no han encontrado un uso práctico debido a su alta dependencia de sus propiedades eléctricas a temperatura y presión parcial de oxígeno.
Actualmente materiales a base de carbón se buscan para sus aplicaciones en semiconductores transparentes como son: nanotubos de carbónono, grafeno y compuestos orgánicos, el grafeno resulta el candidato ideal gracias a su alta transparencia y baja resistividad promete mejorar las capacidades eléctricas, mecánicas y térmicas de los electrodos transparentes. Esto ha funcionando bien en electrodos transparentes para celdas solares. El grafeno puede utilizarse como una fuente de fuente/drenaje para electrodos transparentes a base de InGaZnO (IGZO) utilizando el método de Deposición Química de Vapor se demostró que la capa de indio puede ser reducida sin sacrificar rendimiento. La resistividad del electrodo transparente se redujo en un 15% y solo se perdió el 1.2% en transparencia, esto se tomó en comparación a los electrodos fabricados a partir de ITO.